# Giverny
Giverny és un municipi francès situat al departament de l'Eure i a la regió de Normandia. L'any 2007 tenia 506 habitants.

## Població
El 2007 la població de fet de Giverny era de 506 persones. Hi havia 224 famílies, de les quals 56 eren unipersonals (16 homes vivint sols i 40 dones vivint soles), 96 parelles sense fills, 64 parelles amb fills i 8 famílies monoparentals amb fills.
La població ha evolucionat segons el següent gràfic:
Habitants censats

### Habitatges
El 2007 hi havia 282 habitatges, 222 eren l'habitatge principal de la família, 51 eren segones residències i 9 estaven desocupats. 258 eren cases i 23 eren apartaments. Dels 222 habitatges principals, 178 estaven ocupats pels seus propietaris, 38 estaven llogats i ocupats pels llogaters i 6 estaven cedits a títol gratuït; 1 tenia una cambra, 11 en tenien dues, 27 en tenien tres, 64 en tenien quatre i 119 en tenien cinc o més. 179 habitatges disposaven pel capbaix d'una plaça de pàrquing. A 115 habitatges hi havia un automòbil i a 96 n'hi havia dos o més.

### Piràmide de població
La piràmide de població per edats i sexe el 2009 era:
| Homes | Edats   | Dones |
| ----- | ------- | ----- |
| 0     | 95 o +  | 0     |
| 0     | 90 a 94 | 4     |
| 4     | 85 a 89 | 0     |
| 0     | 80 a 84 | 4     |
| 8     | 75 a 79 | 16    |
| 0     | 70 a 74 | 0     |
| 16    | 65 a 69 | 8     |
| 20    | 60 a 64 | 36    |
| 24    | 55 a 59 | 16    |
| 4     | 50 a 54 | 20    |
| 20    | 45 a 49 | 4     |
| 36    | 40 a 44 | 48    |
| 12    | 35 a 39 | 12    |
| 20    | 30 a 34 | 12    |
| 20    | 25 a 29 | 12    |
| 16    | 20 a 24 | 8     |
| 8     | 15 a 19 | 20    |
| 12    | 10 a 14 | 16    |
| 32    | 5 a 9   | 4     |
| 16    | 0 a 4   | 8     |

## Economia
El 2007 la població en edat de treballar era de 326 persones, 237 eren actives i 89 eren inactives. De les 237 persones actives 213 estaven ocupades (107 homes i 106 dones) i 24 estaven aturades (11 homes i 13 dones). De les 89 persones inactives 40 estaven jubilades, 22 estaven estudiant i 27 estaven classificades com a «altres inactius».

### Ingressos
El 2009 a Giverny hi havia 227 unitats fiscals que integraven 538,5 persones, la mediana anual d'ingressos fiscals per persona era de 24.949 €.

### Activitats econòmiques
Dels 28 establiments que hi havia el 2007, 3 eren d'empreses de construcció, 4 d'empreses de comerç i reparació d'automòbils, 1 d'una empresa de transport, 10 d'empreses d'hostatgeria i restauració, 1 d'una empresa d'informació i comunicació, 1 d'una empresa immobiliària, 4 d'empreses de serveis, 1 d'una entitat de l'administració pública i 3 d'empreses classificades com a «altres activitats de serveis».
Dels 11 establiments de servei als particulars que hi havia el 2009, 1 era un paleta, 1 guixaire pintor, 1 fusteria, 7 restaurants i 1 agència immobiliària.
L'únic establiment comercial que hi havia el 2009 era una floristeria.
L'any 2000 a Giverny hi havia 3 explotacions agrícoles.

## Equipaments sanitaris i escolars
El 2009 hi havia una escola elemental.

## Poblacions més properes
El següent diagrama mostra les poblacions més properes.

## Giverny i Monet
Giverny és conegut per haver estat lloc de residència Claude Monet, pintor impressionista del segle xix. El 1883 aquest mestre francès s'hi establí, i li foren construïts uns jardins que posteriorment pintaria. Aquests foren l'escenari de diverses de les seves obres, com Els nenúfars. Monet morí a Giverny l'any 1926, i fou enterrat al cementiri local.
La seva arriba transformà Giverny en el lloc de referència de molts artistes, com ara Cézanne, Renoir, Sisley o Pissarro, així com Clemenceau, amic de Monet.
El 1980, amb la restauració de l'edifici i el jardí de Monet, el poble experimentà un boom turístic, sobretot durant la temporada d'estiu.